# Великі Брусниці
Великі Брусниці (словен. Velike Brusnice) — поселення в общині Ново Место, регіон Південно-Східна Словенія, Словенія. Висота над рівнем моря: 251,6 м.